# Pseudoplectania nigrella
A Pseudoplectania nigrella é uma espécie de fungo da família Sarcosomataceae. Os ascomas desse fungo saprófito são pequenas taças pretas, geralmente com até 2 cm de largura.
A P. nigrella tem distribuição mundial e foi encontrada na América do Norte, no Caribe, na Eurásia, em Madagascar e na Nova Zelândia. Ela cresce em grupos no solo ou em madeira podre com musgo, geralmente entre agulhas de pinheiro. O fungo produz um composto químico exclusivo, a plectasina, que atraiu o interesse da pesquisa por sua capacidade de inibir o crescimento da bactéria patogênica humana comum Streptococcus pneumoniae.

## Taxonomia
Christian Hendrik Persoon nomeou a espécie Peziza nigrella em seu Systema Mycologia em 1801, e ela foi sancionada com esse nome no Systema Mycologicum de Elias Magnus Fries em 1821. Em 1870, o micologista alemão Fuckel transferiu-a para seu gênero recém descrito Pseudoplectania e fez dela a espécie-tipo. A espécie foi posteriormente colocada em Crouania por Friedrich August Hazslinszky von Hazslin e em Plectania por Petter Karsten (1885), mas nenhuma das colocações é considerada correta.
O fungo é comumente conhecido como "taça ébana" (ebony cup), "falsa plectânia preta" (black false plectania), ou "taça preta peluda" (hairy black cup).

## Descrição
Os ascomas (tecnicamente chamados apotécios) geralmente crescem em grupos ou, as vezes, amontoados, com pequenos estipes ou sem eles. Inicialmente, os ascomas são fechados e mais ou menos esféricos, mas, à medida que se desenvolvem, expandem-se e tornam-se em forma de taça ou quase planos. A superfície interna do píleo contém a camada reprodutiva de esporos, ou himênio; ela é preta-acastanhada, com uma borda geralmente ondulada e ligeiramente curvada para dentro, e coberta de pelos finos. Os píleos podem atingir até 2 cm de diâmetro. Os pelos são longos, mas geralmente bem enrolados e torcidos, o que dá ao exterior do píleo uma aparência levemente tomentosa de espessura quase uniforme. Eles são marrom-claros e têm de 4 a 6 μm de diâmetro. O fungo não tem sabor ou odor característico e não é considerado comestível.

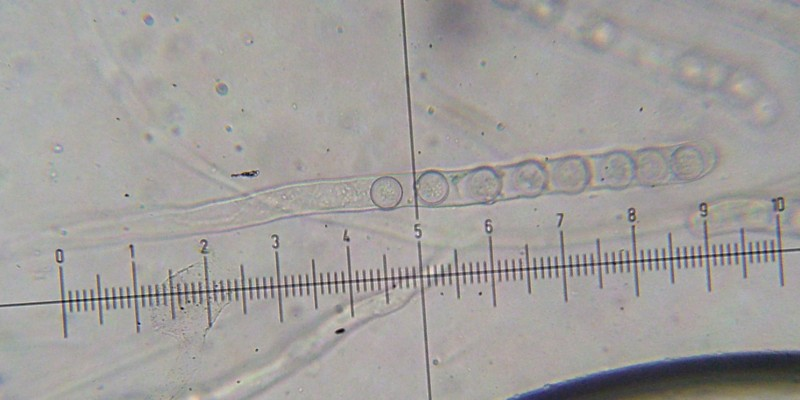
Asco com esporos

Os ascos são aproximadamente cilíndricos, com uma longa base parecida com um estipe; o asco inteiro costuma ter de 300 a 325 μm de comprimento e cerca de 15 μm de diâmetro no ponto mais espesso. Os esporos são redondos, lisos, translúcidos (hialinos) e têm diâmetros de cerca de 12-14 μm. Eles são preenchidos com muitas gotículas de óleo pequenas. As paráfises são ampliadas em suas pontas e preenchidas com matéria de cor marrom, com cerca de 4 μm de espessura.

### Espécies semelhantes
A Pseudoplectania sphagnophila se assemelha à P. nigrella, mas tem um ascoma mais profundo e persistente em forma de taça, um estipe curto, mas distinto, e só cresce entre o musgo sphagnum. A Plectania melastoma tem esporos elípticos a fusiformes medindo 20-28 por 8-12 μm, enquanto a Pseudoplectania milleri tem esporos elípticos e a margem dos seus píleos tem pontas em forma de estrela.
A Bulgaria inquinans pode parecer semelhante, mas os topos tendem a se achatar na maturidade e a parte externa pode ser marrom mais clara.

## Habitat e distribuição
A P. nigrella tem distribuição mundial e foi encontrada na América do Norte, no Caribe, na Europa, na Índia, em Madagascar, na Nova Zelândia, em Israel, e no Japão.
Essa espécie é saprófita e pode ser encontrada crescendo em grupos no solo ou em madeira em decomposição coberta de musgo, especialmente entre agulhas de pinheiro caídas. Na América do Norte, os cogumelos aparecem na primavera e no verão e são bastante comuns; na Grã-Bretanha, o fungo frutifica do inverno à primavera e é raro. Seu tamanho pequeno e cor escura facilitam a sua visualização.

## Pesquisas

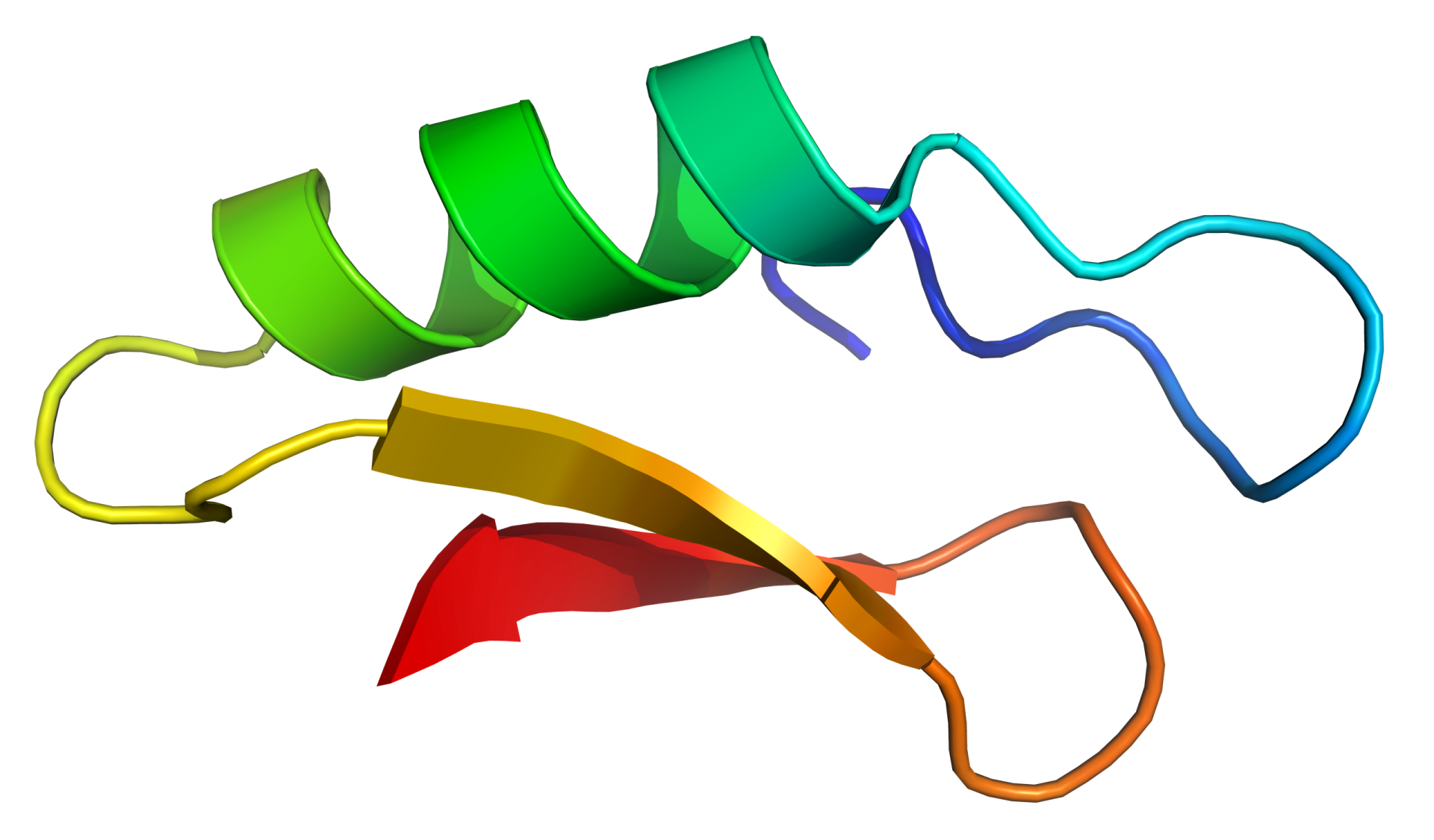
Diagrama de Ribbon da plectasina. Do PDB 3E7R.

As defensinas são antibióticos feitos de peptídeos e normalmente são encontradas em animais e plantas superiores. A plectasina, encontrada em P. nigrella, é a primeira defensina a ser isolada de um fungo. A plectasina tem uma estrutura química semelhante às defensinas encontradas em aranhas, escorpiões, libélulas e mexilhões. Em geral, as defensinas têm pontos em comum em sua estrutura molecular, como cisteínas no peptídeo estabilizadas com ligações dissulfeto. Em particular, as defensinas de P. nigrella, invertebrados e plantas compartilham uma conformação que foi denominada CSαβ motif. Em testes de laboratório, a plectasina foi especialmente ativa na inibição do crescimento do patógeno humano comum Streptococcus pneumoniae, incluindo cepas resistentes a antibióticos convencionais. A plectasina tem baixa toxicidade em camundongos e os curou de peritonite e pneumonia causadas por S. pneumoniae tão eficientemente quanto a vancomicina e a penicilina, sugerindo que ela pode ter potencial terapêutico. Em 2010, cientistas chineses anunciaram um método para produção de alto nível de plectasina usando E. coli transgênica.

## Links externos
- Pseudoplectania nigrella em Index Fungorum
- Imagens em Mushroom Observer